# Hellissandur

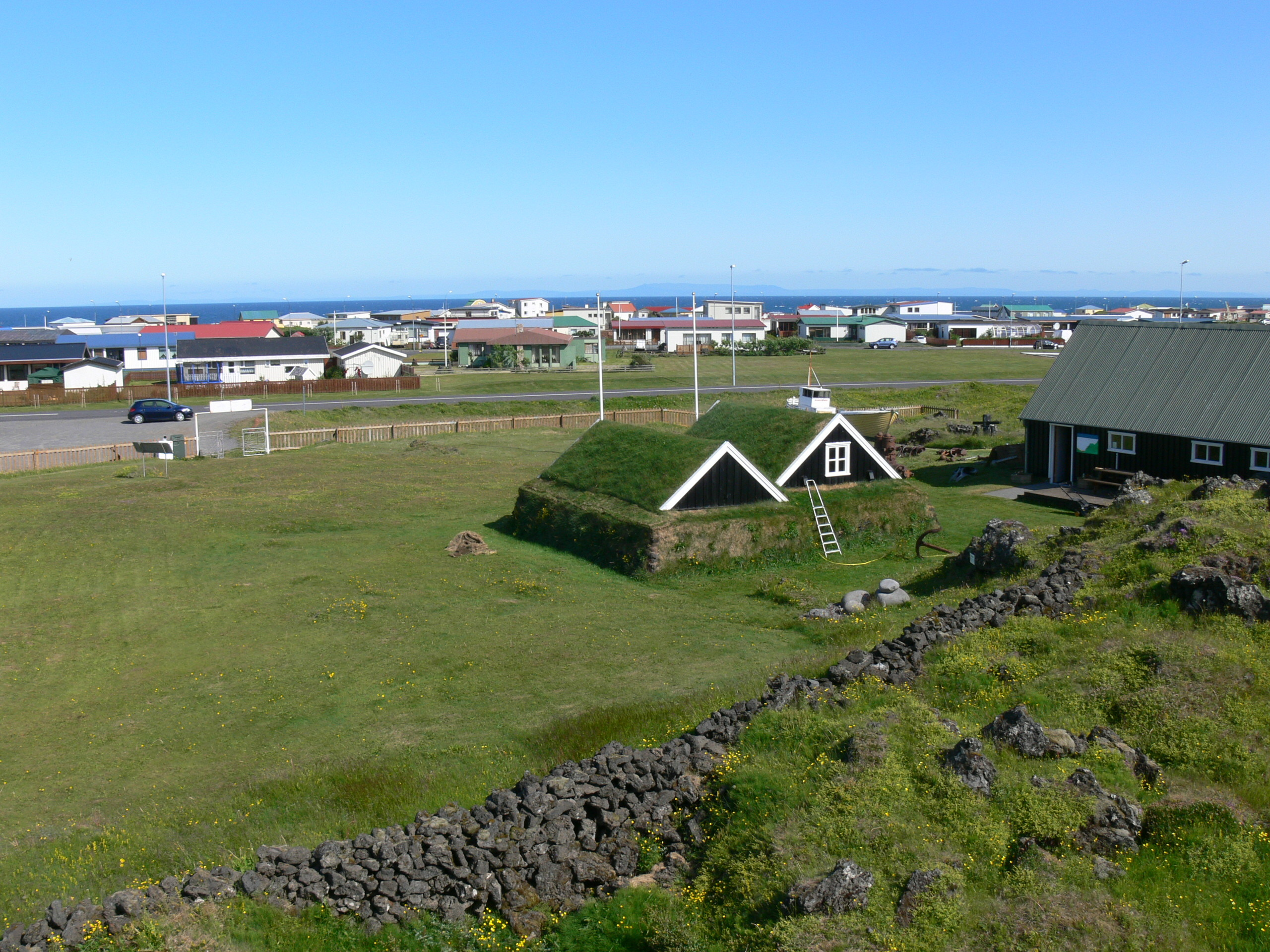
Blick auf Hellissandur mit Museum im Vordergrund

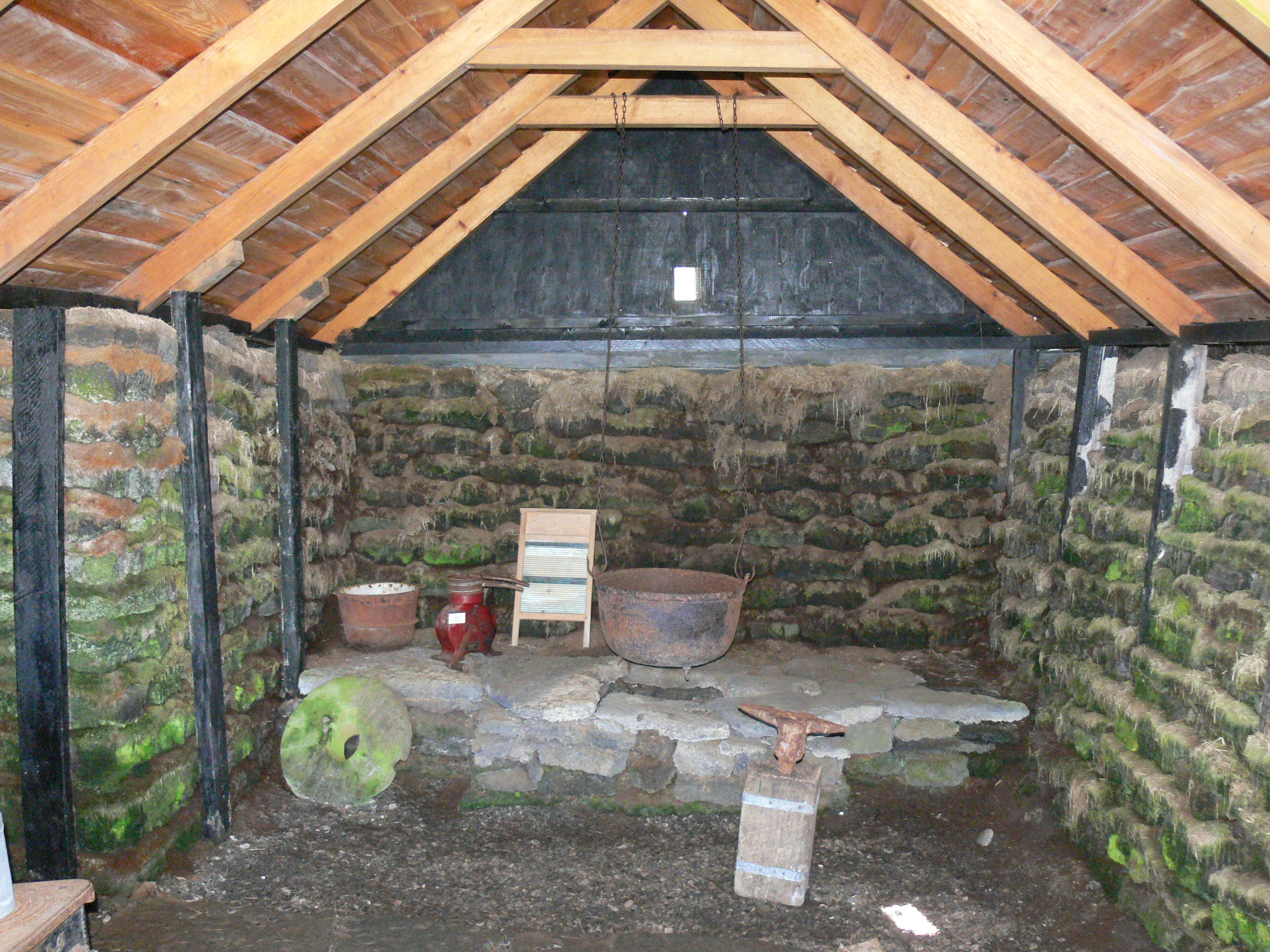
Wohnhaus im Fischereimuseum

Das Dorf Hellissandur liegt im Westen von Island und gehört zur Gemeinde Snæfellsbær.

## Die Rolle des Fischfangs
Hellissandur ist ein kleiner Fischerort. Der Fischfang hat hier eine lange Tradition. Schon im Mittelalter befand sich hier wegen der nahen reichen Fischgründe ein Fischerort, gemäß den Quellen wohl das erste in Island existierende Dorf. In früheren Zeiten standen die Frauen am Quai, wenn die Boote zurückkamen, und die Männer mussten alle an Deck stehen, damit man sehen konnte, dass keiner vermisst wurde. Die Frau mit den besten Augen (später dem besten Fernglas) wurde gefragt, ob der jeweils eigene Ehemann auch dabei sei.

## Museum und Kirche
Sehenswert im Ort ist das Fischereimuseum (Sjóminjasafn í Sjómannagarðinum). Hier wurde u. a. ein typisches aus Torf gebautes Wohnhaus der Fischer mit einem Dach aus Grassoden originalgetreu wiederaufgebaut. Bekannt ist das Museum auch wegen zweier Schiffe, die dort ausgestellt sind, und für die Hellissandur der Heimathafen war: Die Bliki, das älteste heute noch auf Island vorhandene Schiff für Hochseefischerei, wurde 1826 gebaut, und die Ólafur 1875 auf der Insel Flatey im Breiðafjörður.
Die Kirche von Hellissandur, die relativ große Ingjaldshólskirkja auf dem Hügel Ingjaldshóll, steht nicht im Ort selbst, sondern etwa einen Kilometer außerhalb zwischen Hellissandur und dem Nachbarort Rif. Sie wurde 1903 aus Stein gebaut und gilt als die größte Steinkirche Islands.

## Schiffsfriedhof Snæfellsnes
Die Küste um die Spitze von Snæfellsnes herum gilt als Schiffsfriedhof. So gab es im 17. Jahrhundert 300, im 18. Jahrhundert 400 Tote allein auf diesem Küstenstrich zu beklagen, auch zwischen 1892 und 1895 strandeten hier fünf große Schiffe und in den Jahren von 1910 bis 1920 starben 28 Seeleute. Die Reste eines englischen Trawlers, der in den 30er Jahren hier strandete, findet man am Djúpalónssandur immer noch über den Sand verstreut. Sie stehen inzwischen unter Denkmalschutz.

## Irische Bauwerke?
Es gibt interessante und rätselhafte Bauwerke aus dem Mittelalter in der Gegend. Irische Mönche sollen die Fiskbirgir gebaut haben, ein „irischer“ Brunnen (isl. irskur brunnur) existierte, ist aber nicht mehr aufzufinden, dafür lädt der Brunnen Fálki bei Öndverðarnes zu einer kleinen Kraxelei in die Tiefe ein.

## Sendeanlage Gufuskálar
In unmittelbarer Nachbarschaft des Orts Hellissandur befindet sich seit 1959 eine Sendeanlage für Langwelle, deren im gleichen Jahr errichteter 412 Meter hoher Sendemast Gufuskálar das höchste Bauwerk Westeuropas ist. Diese Sendeanlage wurde von 1959 bis Mitte der 1990er Jahre von der US-amerikanischen Armee zur Funknavigation genutzt. Bis zur Abschaltung der Sendeanlage am 17. Oktober 2024 diente sie dem isländischen Rundfunk zur Verbreitung eines Radioprogramms im Langwellenbereich.
Die ehemalige US-amerikanische Militäranlage verfügt über elektromagnetisch abgeschirmte Wohnhäuser. Die Isländische Nationalparkagentur UST nutzt das Gelände, wie auch die Isländische Rettungsorganisation ICE-SAR ein Ausbildungszentrum, u. a. für Erdbeben-Übungen auf dem Gelände eingerichtet hat.

## Verkehrsanbindung
Die Straeto-Regionalbuslinie 82 hat ihre Endstelle in Hellissandur.